# Jean-Baptiste Nicolet
Jean-Baptiste Nicolet (Parigi, 16 aprile 1728 – Parigi, 27 dicembre 1796) è stato un attore teatrale e direttore teatrale francese.

## Biografia

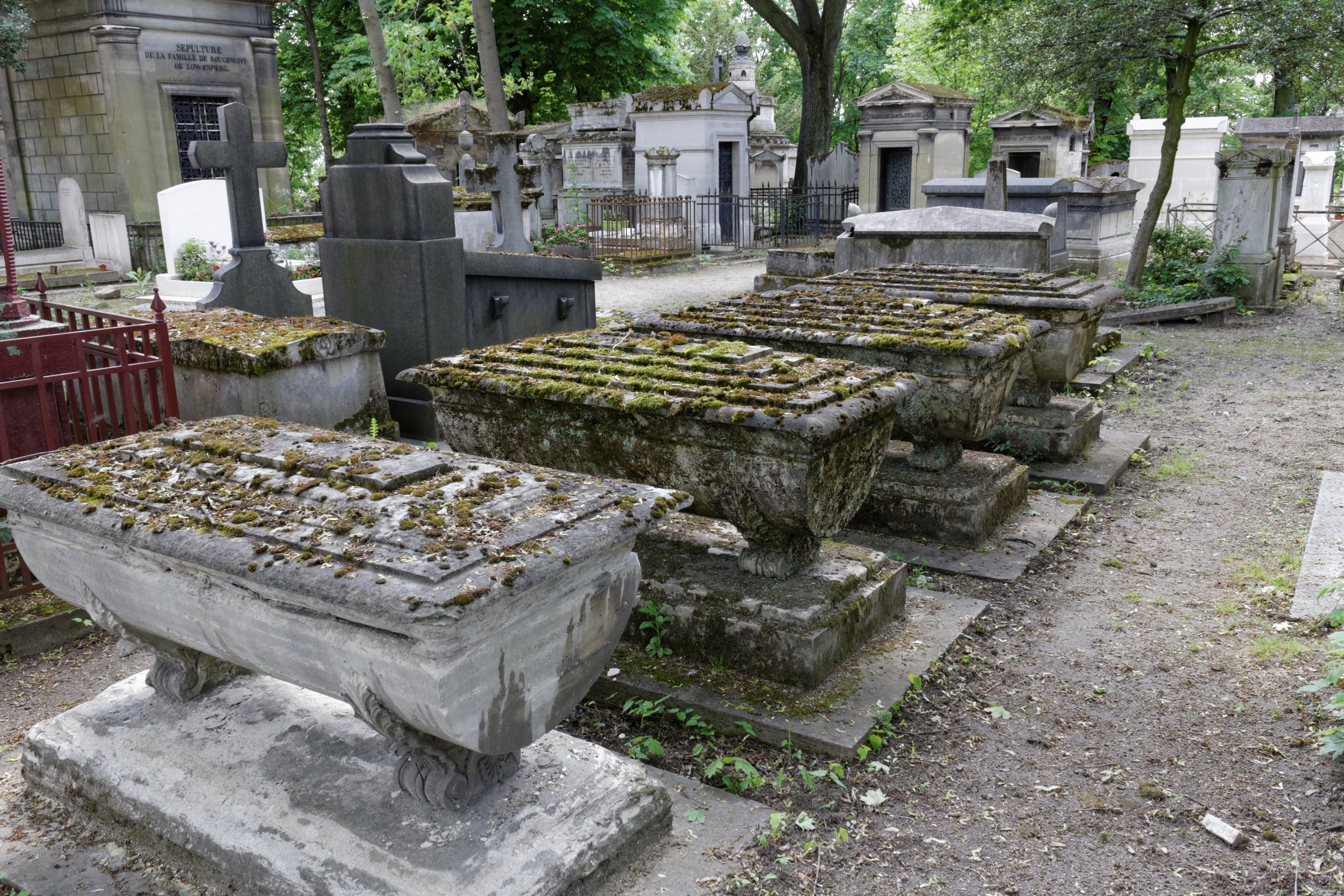
Tomba di Nicolet, cimitero di Père-Lachaise

Jean-Baptiste Nicolet nacque a Parigi 16 aprile 1728, figlio del marionettista Guillaume (1687-1762), che assieme alla moglie Jeanne Laurent e alla compagnia Le Théâtre des Comédiens de Bois, da lui diretta, presentava alle fiere parigine di Saint Germain e di Saint Laurent, brillanti spettacoli, tra i quali la parodia Polichinelle maître d'école, del drammaturgo e poeta Louis Fuzelier.
Jean-Baptiste Nicolet rappresentò un ottimo esempio del movimento che, nel XVIII secolo, portò molti artisti dell'intrattenimento da fiera parigina verso i primi teatri di Boulevard.
Jean-Baptiste, come suo fratello, imparò sin da adolescente il suo mestiere e nel 1760, spinto dal successo, rilevò il piccolo teatro sul Boulevard du Temple. In quel teatro miscelò le tipiche attrazioni delle fiere, spettacoli di burattini con danzatori di corda, pagliacci, giocolieri, attori, addestratori di animali e animali "sapienti" (la sua scimmia era nota come Fagotin di Brioché), diventando un anticipatore del circo e del varietà.
Nel 1766, Nicolet sposò Anne-Antoinette Desmoulins, ex burattinaia con una compagnia concorrente, che diventò anche lei una artista popolare con Jean-Baptiste.
Nel 1772, Nicolet e la sua compagnia ebbero l'onore di esibirsi davanti a Luigi XV di Francia, e la compagnia ricevette la nomina di Spectacle des grands danseurs du Roi, nella quale vi comparivano, fusi con grande capacità e maestria, il canto, la danza e la commedia.
Ma con la Rivoluzione francese e con la fine di tutti i privilegi reali, nonostante le sue petizioni, Jean-Baptiste Nicolet non ha potuto ottenere l'autorizzazione per unire le sue varie attività e quindi incominciò a rappresentare, con una curatissima messinscena, non inferiore a quella dell'Opéra, lavori di Molière, Jean Racine, Pierre Corneille.
Quindi dal 1792, presentò solo spettacoli con attori al Théâtre de la Gaîté, fondato da lui, che gestì con sua moglie fino al 1795, quando lo consegnarono a uno degli attori della compagnia, Louis-Francois Ribié.
Ogni giorno, Nicolet è riuscito ad aggiungere qualche nuova sorpresa per il suo pubblico, da cui il proverbio: «De plus en plus fort, come chez Nicolet» («Da forza a forza, come con Nicolet»).